# Sieniawa (stacja kolejowa)
Sieniawa – stacja kolejowa w Sieniawie, w województwie małopolskim, w Polsce.

## Ruch pasażerski
| Rok  | Wymiana pasażerska na dobę |
| ---- | -------------------------- |
| 2017 | 0-9                        |
| 2022 | 20-49                      |

## Galeria

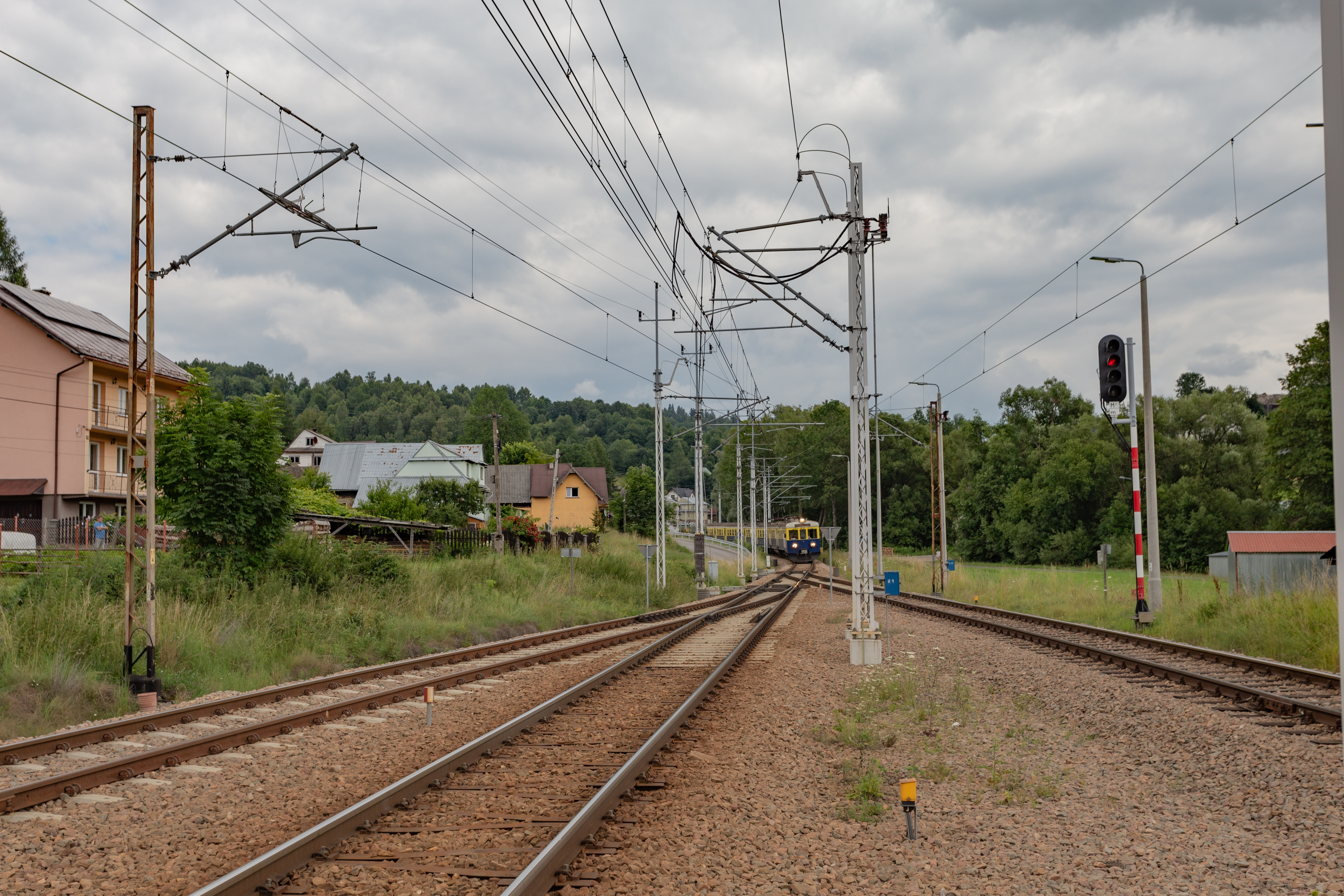
EN71-001 jako poc. osobowy do Rabki-Zdrój wjeżdża na st. Sieniawa od strony Zakopanego (2025)
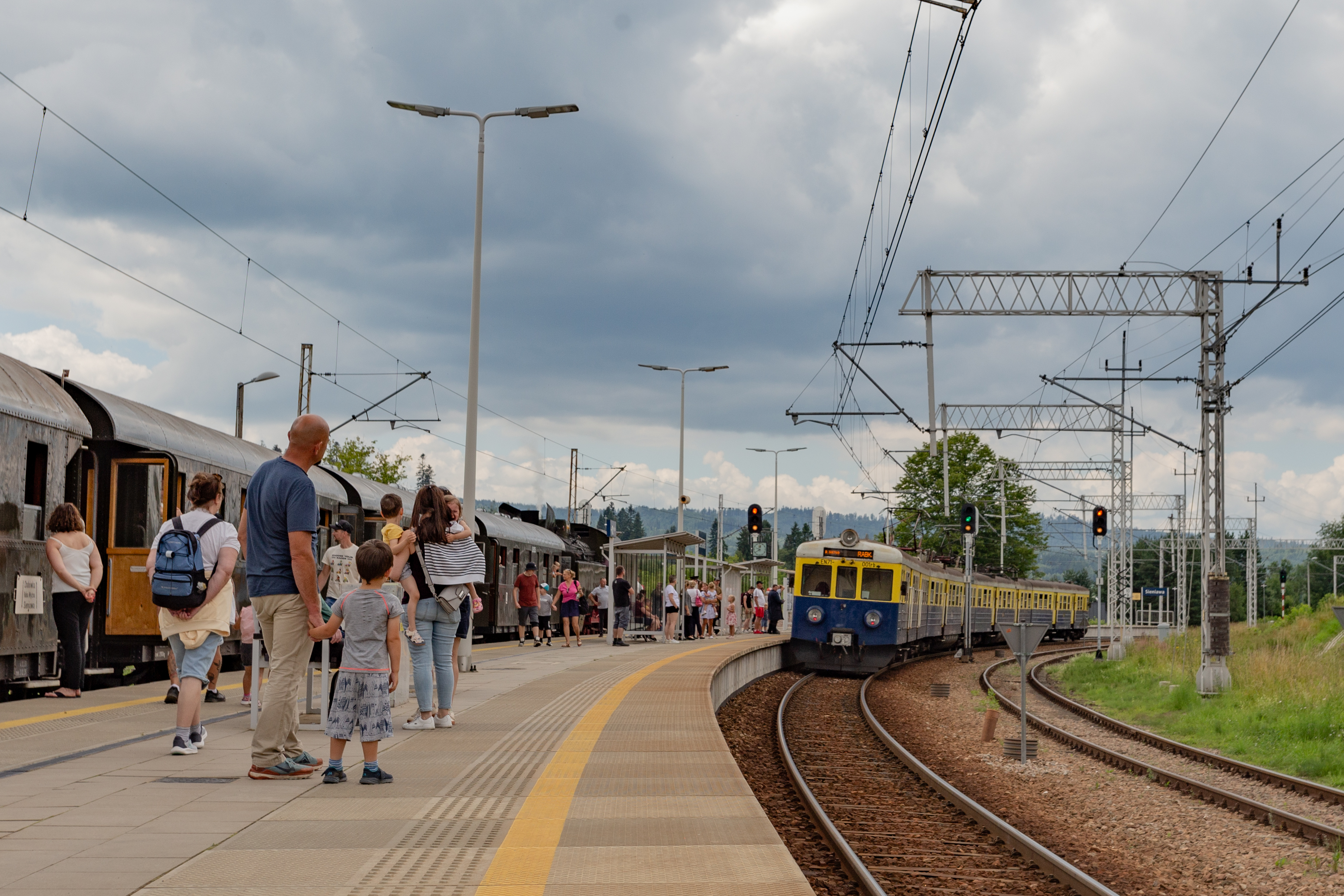
EN71-001 jako poc. osobowy do Rabki-Zdrój wyjeżdża ze st. Sieniawa w kier. Chabówki (widok na peron, 2025)
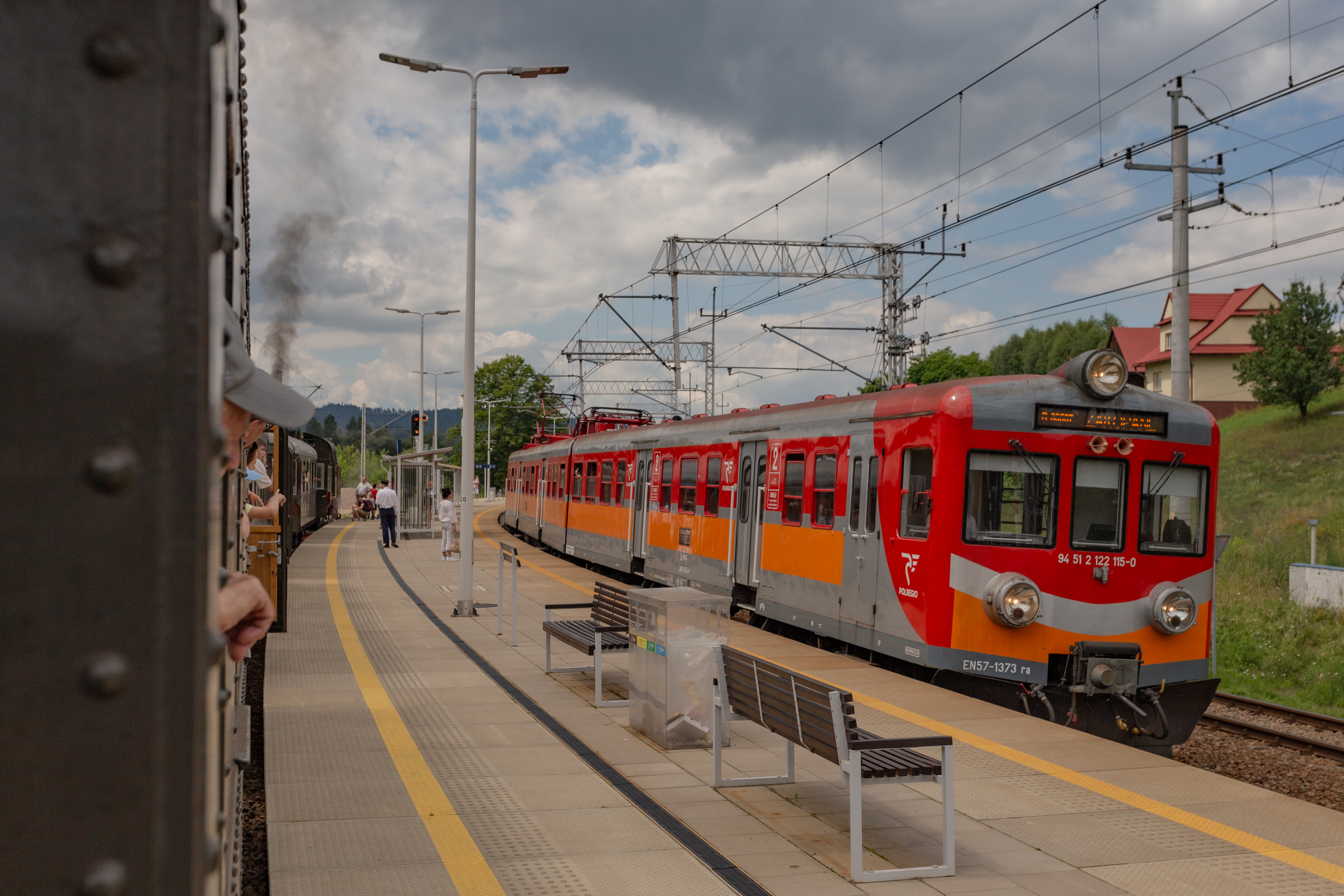
EN57-1373 PolRegio jako poc. osobowy do Zakopanego na st. Sieniawa (2025)
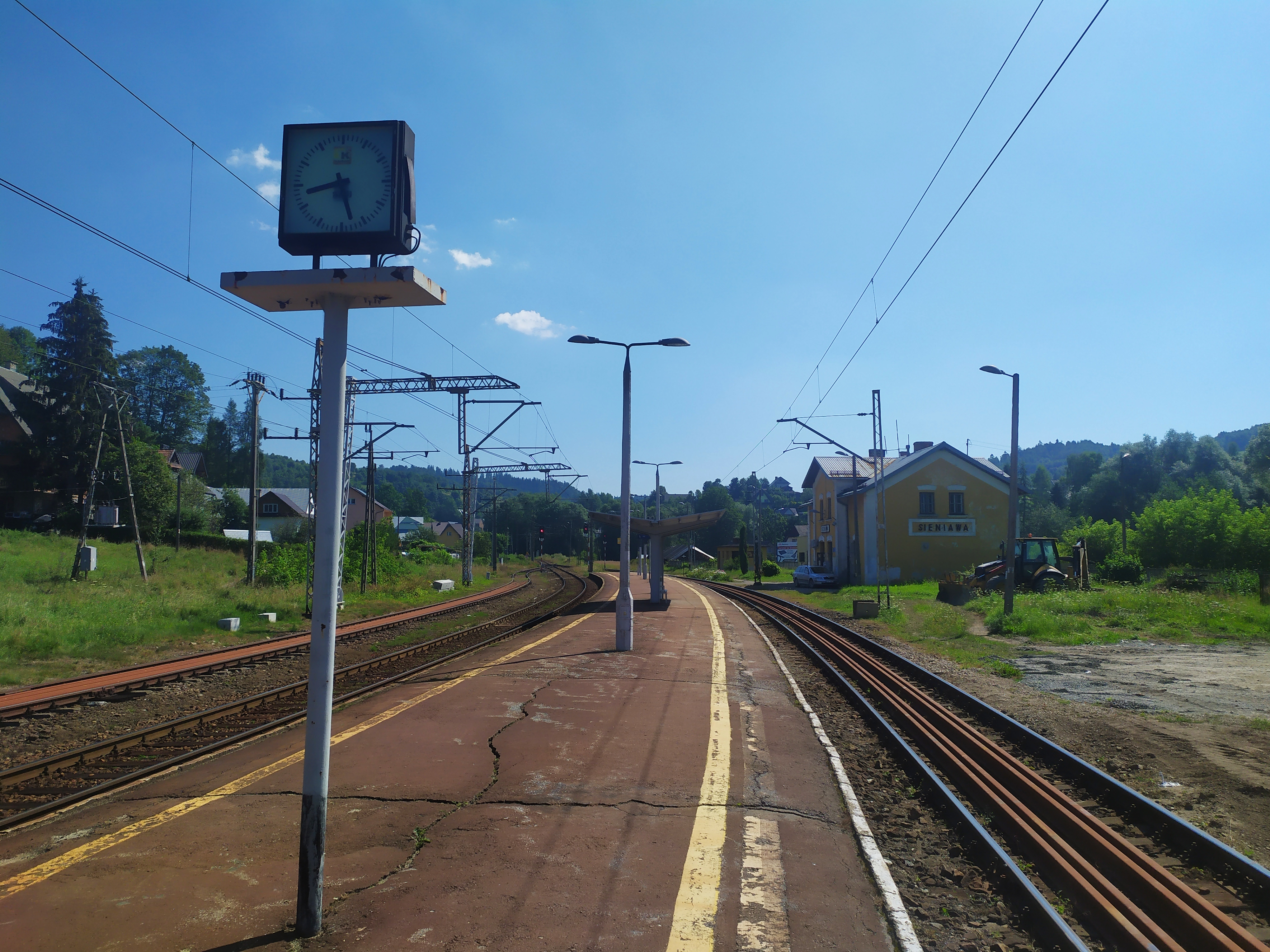
Stacja Sieniawa przed modernizacją (2020)